# Дейвид Бениоф
Дейвид Фридман (на английски: David Benioff) е американски сценарист, телевизионен продуцент и писател на произведения в жанра трилър и фентъзи, съавтор и шоурънър на популярния сериал „Игра на тронове“. Пише под псевдонима Дейвид Бениоф (на английски: David Friedman).

## Биография и творчество
Дейвид Фридман е роден на 25 септември 1970 г. в Ню Йорк, САЩ, в еврейско семейство с корени в Румъния, Австрия, Полша и Русия. Израства в Манхатън. Учи в училище Колегиейт и колеж „Дартмут“. След дипломирането си работи на временни места, вкл. охрана на нощно заведение в Сан Франциско. Две години е преподавател по английски език в Бруклинско училище, като е бил и треньор по борба. През 1995 г. решава да преследва академична кариера и отива в Тринити Колидж – Дъблин, където посещава едногодишна програма за изучаване на ирландска литера тура. Там пише дисертация за Самюъл Бекет, но се отказва от защитата ѝ. После работи като радиодиджей в Мус, Уайоминг, за една година и едновременно се опитва да пише. За да се усъвършенства посещава програма по творческо писане в Калифорнийския университет и получава магистърска степен по специалността през 1999 г. Две години работи по първия си ръкопис. Ползва моминското име на майка си – Бениоф, за да се отличава от други писатели с име Дейвид Фридман.
Първият му роман „The 25th Hour“ (25-ият час) е издаден през 2000 г. През 2002 г. е екранизиран по негов сценарий в едноименния филм с участието на Едуард Нортън, Бари Пейпър и Филип Сиймур Хофман.
През 2005 г. е издаден сборникът му с разкази „When the Nines Roll Over“, а през 2008 г. романът му „Градът на крадците“.
Сценариите му включват „Троя“ (2004), режисиран от Волфганг Петерсен, и „Остани“ (2005) и „Ловецът на хвърчила“ (2007), режисирани от Марк Форстър, „Х-Мен началото: Върколак“, режисиран от Гавин Худ, и др.
Става много известен като сценарист и изпълнителен продуцент на сериала „Игра на тронове“, адаптация на романа „Песен за огън и лед“ на Джордж Р. Р. Мартин.
През 2006 г. се жени за актрисата Аманда Пийт. Имат 3 деца.
Дейвид Фридман живее със семейството си в Манхатън и Бевърли Хилс.

## Произведения

### Самостоятелни романи
- The 25th Hour (2000)
- City of Thieves (2008)
Градът на крадците, изд.: ИК „Изток-Запад“, София (2014), прев. Богдан Русев

### Сборници
- When the Nines Roll Over (2004)

### Екранизации и сценарии
- 2002 25-ият час, 25th Hour
- 2004 Троя, Troy – сценарий
- 2005 Остани, Stay – история
- 2006 When the Nines Roll Over
- 2007 Ловецът на хвърчила, The Kite Runner – сценарий
- 2009 Х-Мен началото: Върколак, X-Men Origins: Wolverine – сценарий
- 2009 Братя, Brothers – сценарий
- 2013 Слънчева Филаделфия, It's Always Sunny in Philadelphia – ТВ сериал, 1 епизод
- 2011 – 2019 Игра на тронове, Game of Thrones – ТВ сериал, 73 епизода
- 2019 Gemini Man
- ?? Untitled Star Wars
- ?? Confederate – ТВ сериал